# Jan Ergietowski
Jan Ergietowski (ur. 1846 w Korczynie, zm. po 1914) – powstaniec styczniowy, żołnierz, urzędnik podatkowy.

## Życiorys
Jan Ergietowski (niekiedy wymieniany jako Ergetowski) urodził się w 1846 w Korczynie. Był synem Szymona i Katarzyny z domu Rosinger.
Jako student brał udział w powstaniu styczniowym 1863. Służył w oddziałach Mariana Langiewicza, Józefa Miniewskiego, Dionizego Czachowskiego. Brał udział w bitwach pod Grochowiskami (18 marca 1863), w Lasach Olkuskich, pod Krzykawką (5 maja 1863), pod Chęchłami, pod Rybnicą (20 października 1863), pod Jurkowicami (21 października 1863). W ostatniej z wymienionych potyczek został wzięty do niewoli przez Rosjan. Został zesłany na Syberię. Spędził pięć lat na obszarze guberni tomskiej. 12 września 1867 ogłoszono we Lwowie, że na skutek powtórnego wstawienia się c. k. rządu władze Imperium Rosyjskiego zdecydowały zezwolić na powrót poddanym Austro-Węgier, zesłanym za udział w powstaniu z 1863, zaś Jan Ergietowski figurował w grupie 56 wygnańców, którym pozwolono na powrót pod warunkiem, że w miejscu zesłania nie dopuścili się czynu karalnego. W kwietniu 1868 ogłoszono jego uwolnienie z zesłania. 
Po powrocie do Galicji został asenterowany do C. K. Armii. Przez 12 lat służył w 45 pułku piechoty w Sanoku. Po odejściu z wojska pracował jako urzędnik podatkowy. Od około 1881 do 1890 był adiunktem w urzędzie podatkowym starostwa c. k. powiatu sanockiego. W listopadzie 1890 został mianowany kontrolerem podatkowym. Od tego czasu pracował w urzędzie podatkowym starostwa c. k. powiatu krośnieńskiego. W tym samym charakterze w listopadzie 1892 został przeniesiony do Birczy. Od tego czasu do 1899 pracował tamtejszym urzędzie podatkowym, działającym w ramach starostwa c. k. powiatu dobromilskiego. W lipcu 1899 jako poborca podatkowy został mianowany kontrolerem głównego urzędu podatkowego dla okręgu służbowego C. K. Krajowej Dyrekcji Skarbu. Od tego czasu pracował na stanowisku głównego kontrolera w głównym urzędzie podatkowym starostwa c. k. powiatu przemyskiego. Na początku stycznia 1903 został mianowany głównym poborcą podatkowym. Od tego czasu do około 1906 był głównym poborcą podatkowym w urzędzie starostwa przemyskiego.
Jako starszy poborca podatkowy był zastępcą członka pierwszej dyrekcji założonego w 1907 Towarzystwa Spożywczego Urzędników w Przemyślu. Został wybrany do składu przysięgłych sądu przysięgłego przy C. K. Sądzie Obwodowym w Przemyślu na kadencję od 9 września 1907.
Był żonaty z Marią z domu Müller, z którą miał dzieci: Franciszka Jana (ur. 20 grudnia 1874 w Brnie, absolwent C. K. Gimnazjum w Sanoku z 1893), nauczyciel gimnazjalny), Helenę (ur. 9 lipca 1884), syna Bolesława (ur. w marcu 1893, zm. w kwietniu 1893). Na początku lat 90. (tj. gdy pracował w Krośnie) jego żona Maria zamieszkiwała przy ul. Sanowej nr 287. Jan Ergietowski zmarł po 1914. Został pochowany w Przemyślu.